# Casa Batlle Vell
La Casa Batlle Vell és una casa de Soriguera (Pallars Sobirà) inclosa a l'Inventari del Patrimoni Arquitectònic de Catalunya.

## Descripció
Gran casal constituït per diversos cossos annexionats en diferents moments, a més dels pallers i altres dependències destinades a l'explotació agropecuària. La façana principal mira al nord, en una mena de placeta. És en aquesta, on s'obre el magnífic portal d'arc de mig punt, integrat per grans dovelles acuradament tallades, de forma molt allargada. Sobre el portal, al primer pis, s'obre una gran balconada. L'edifici consta de planta baixa i dos o tres pisos alts. A llevant i a migdia, es on es troben la major part d'obertures, balcons i també galeries amb arcades, a fi d'aprofitar al màxim la llum de l sol. Els murs exteriors són arrebossats amb ciment, excepte les dovelles de pedra picada que formen l'arc de la porta ja descrita.